# Spizaetus
Spizaetus es un género de aves accipitriformes de la familia Accipitridae, conocidas en su mayoría como águilas azores. Son aves de presa neotropicales de tamaño mediano a grande.
Los águilas del género Spizaetus son aves de bosque, con preferencia por las altas altitudes.

## Especies
Se reconocen las siguientes especies:
| Especie                | Nombre Común      |
| ---------------------- | ----------------- |
| Spizaetus tyrannus     | Águila azor negra |
| Spizaetus ornatus      | Águila azor real  |
| Spizaetus melanoleucus | Águila viuda      |
| Spizaetus isidori      | Águila azor poma  |